# Oldřich Musil (herec)
Oldřich Musil (23. března 1921 Plzeň – 12. května 1983 Brandýs nad Labem) byl český filmový a divadelní herec, věnoval se rovněž dabingu a práci pro rozhlas a televizi.

## Dílo

### Televize
- 1972 Sova (TV filmová komedie) – role: řidič náklaďáku Tatra

### Rozhlas
- 1972 Nikolaj Vasiljevič Gogol: Revizor. Překlad: Bohumil Mathesius, rozhlasová úprava: Kristián Suda, dramaturgie: Jaroslava Strejčková, hudba Josef Pech, režie Jiří Horčička. Osoby a obsazení: Chlestakov (Václav Postránecký), policejní direktor (Martin Růžek), jeho žena (Jarmila Krulišová), jeho dcera (Růžena Merunková), školní inspektor (Václav Vydra), Zemljanika (Čestmír Řanda), sudí (Eduard Dubský), poštmistr (Oldřich Musil), Dobčinský (Zdeněk Dítě), Bobčinský (Vladimír Hlavatý), inspektor (Josef Patočka), strážník Děržimorda (Svatopluk Skládal), sluha Osip (Bohumil Bezouška), Miška (Ladislav Kazda) a další.

### Výběr z rolí v audiopohádkách
- 1965 Rumcajs – role: sládek Kule, medvěd
- 1975 Makový mužíček – role: čmelák
- 1975 Mikeš – role: Pašík